# Operanoïa
Operanoïa – album muzyczny jazzowej grupy Pork Pie, nagrany w 1992 w  I.C.P. Studio, w Brukseli (Belgia). CD wydany 11 października 1996 przez niemiecką wytwórnię Intuition. Pork Pie, który powstał w 1973 jako grupa jazz-rockowa, rozwiązany został w 1976. W 1992 zespół został reaktywowany przez trzech głównych (dawnych) muzyków oraz perkusistę Dona Aliasa.

## Muzycy
- Jasper van ’t Hof – fortepian, keyboard
- Charlie Mariano – saksofony
- Philip Catherine – gitary
- Don Alias – perkusja, instrumenty perkusyjne

oraz
- Nicolas Fiszman – akustyczna gitara basowa (4)
- Afrykański chór (w „Merci Afrique”) – Sylvie Nawagadio, Aline Bosuma, Tanga Rema, Barli Baruti, Viktor Kabwe

## Lista utworów
| 1.  | „Arthur Rainbow” (Philip Catherine)      | 5:07  |
|     |                                          |       |
| 2.  | „Hippie” (Jasper van ’t Hof)             | 4:56  |
|     |                                          |       |
| 3.  | „Merci Afrique” (Philip Catherine)       | 7:37  |
|     |                                          |       |
| 4.  | „Candy Lip” (Charlie Mariano)            | 6:03  |
|     |                                          |       |
| 5.  | „Get Down” (Jasper van ’t Hof)           | 6:16  |
|     |                                          |       |
| 6.  | „Ballade” (Charlie Mariano)              | 4:59  |
|     |                                          |       |
| 7.  | „Lazy Day” (Charlie Mariano)             | 7:31  |
|     |                                          |       |
| 8.  | „Operanoïa” (Philip Catherine)           | 6:17  |
|     |                                          |       |
| 9.  | „Zulu Stomp” (Don Alias)                 | 4:51  |
|     |                                          |       |
| 10. | „The Quiet American” (Jasper van ’t Hof) | 2:42  |
|     |                                          |       |
|     |                                          | 56:19 |
|     |                                          |       |

## Opis płyty
- Producent – Nicolas Fiszman
- Inżynier nagrań - Djoum
- Czas trwania: 56:19